# Diamonds (chanson de Rihanna)
Pour les articles homonymes, voir Diamond.
Singles de Rihanna
Jump
(2012) Stay
(2013)
Diamonds est une chanson interprétée par l'artiste barbadienne Rihanna sortie le 9 novembre 2012 sous le label Def Jam, et extraite de son 7e album studio Unapologetic. Le texte est signé Sia Furler, qui n'a mis que 14 minutes pour l'écrire,, tandis que la musique a été réalisée par Benny Blanco et le duo StarGate (composé de Tor Erik Hermansen et Mikkel S. Eriksen).
La chanson rencontre dès sa sortie un immense succès. En septembre 2019, le clip a été visionné plus d'un milliard de fois sur YouTube depuis sa mise en ligne le 9 novembre 2012.
En France, le titre entre directement à la première place du Top Singles et y reste durant 3 semaines. Au total, le morceau restera 163 semaines classé dans le Top Singles France.

## Liste des pistes
- Téléchargement digital

1. Diamonds – 4:42

- Single remix

1. Diamonds (Remix) [Feat. Kanye West] – 4:48

- Unapologetic (Édition Deluxe)

1. Diamonds (Dave Audé 100 Extended Mix) - 5:03
2. Diamonds (Gregor Salto Downtempo Radio Edit) - 4:29

- Téléchargement gratuit limité HTC

1. Diamonds (Steven Redant Festival Mix) - 7:15

- ; Téléchargement digital aux États-Unis - Remixes[4]

1. Diamonds (Dave Aude 100 Edit) – 3:38
2. Diamonds (Gregor Salto Radio Edit) – 3:45
3. Diamonds (The Bimbo Jones Vocal Remix) – 6:17
4. Diamonds (The Bimbo Jones Downtempo) – 3:14
5. Diamonds (The Bimbo Jones Vocal Edit) – 3:14
6. Diamonds (Congorock Remix Extended) – 5:54
7. Diamonds (Congorock Remix) – 5:08
8. Diamonds (Jacob Plant Dubstep Remix) – 3:58

Téléchargement digital - The Unreal Remixes EP
1. Diamonds (Capital Dogz Remix) – 5:25
2. Diamonds (Tokee Remix) – 3:24
3. Diamonds (Zweig Remix) – 4:09
4. Diamonds (Pyrococcus feat. Tetsuroh Konishi Remix) – 5:25

## Clip vidéo
Le clip est réalisé par Anthony Mandler et Jo Lesnieuradloniriama, qui en ont déjà fait plusieurs clips pour la chanteuse. Le tournage a eu lieu dès le 21 octobre 2012 à Los Angeles.

« Avec chaque chanson c'est une histoire différente, donc les images sont très spécifiques avec cette histoire et ce monde. Avec Diamonds c'était juste une série de vignettes que nous réunissons pour aider à faire comprendre toute l'émotion de la chanson »

— Rihanna
Au début du clip, on voit plein de petites vidéos (2 secondes environ) puis Rihanna chantant le début de la chanson devant un fond noir. La scène est entrecoupée par des vidéos plus longues que les précédentes. Parmi elles, on voit Rihanna courir sur une route déserte en plein milieu de la nuit ou des paysages déserts également avec parfois un cheval mais aussi quelques-unes, comme à la fin du clip, où on voit Rihanna dans l'eau.

## Performance dans les hit-parades
Le single se classe rapidement 1er sur l'iTunes français, battant ainsi deux records : être 1er en moins de 4 heures et s’être vendu à plus de 3 000 exemplaires en 6 heures. Ce qui lui permet également de rentrer directement no 1 au top singles en France avec plus de 12 000 exemplaires vendus en 4 jours et demi. Il se classe au no 1 sur l'iTunes anglais en quelques heures. Elle se classe no 1 sur 13 iTunes, et se serait vendu à 100 000 exemplaires après 3 semaines.

## Classements et certifications
| Classement (2012)                       | Meilleure position |
| --------------------------------------- | ------------------ |
| Afrique du Sud (airplay Mediaguide)     | 1                  |
| Allemagne (Media Control AG)            | 1                  |
| Australie (ARIA)                        | 6                  |
| Autriche (Ö3 Austria Top 40)            | 1                  |
| Belgique (Flandre Ultratop 50 Singles)  | 3                  |
| Belgique (Wallonie Ultratop 50 Singles) | 3                  |
| Brésil (Hot Pop Songs)                  | 2                  |
| Bulgarie (airplay top 5)                | 1                  |
| Canada (Hot 100)                        | 1                  |
| Chili (single top 20)                   | 1                  |
| Corée du Sud                            | 3                  |
| Danemark (Tracklisten)                  | 1                  |
| Écosse (OCC)                            | 1                  |
| Espagne (PROMUSICAE)                    | 2                  |
| États-Unis (Hot 100)                    | 1                  |
| États-Unis (Pop Airplay)                | 2                  |
| États-Unis (R&B/Hip-Hop Songs)          | 1                  |
| États-Unis (Dance Club Songs)           | 1                  |
| Finlande (Suomen virallinen lista)      | 1                  |
| France (SNEP)                           | 1                  |
| France (Club 40)                        | 9                  |
| Grèce (Digital Songs)                   | 1                  |
| Hongrie (Rádiós Top 40)                 | 7                  |
| Hongrie (Single Top 40)                 | 9                  |
| Irlande (IRMA)                          | 2                  |
| Islande (Tónlist)                       | 7                  |
| Israël (Media Forest)                   | 2                  |
| Italie (FIMI)                           | 3                  |
| Japon (Hot 100)                         | 24                 |
| Liban (Lebanese Top 20)                 | 2                  |
| Luxembourg (Digital Songs)              | 1                  |
| Mexique (Billboard)                     | 2                  |
| Nouvelle-Zélande (RMNZ)                 | 2                  |
| Norvège (VG-lista)                      | 1                  |
| Pays-Bas (Single Top 100)               | 4                  |
| Pays-Bas (Nederlandse Top 40)           | 3                  |
| Pologne (airplay top 5)                 | 3                  |
| Portugal (AFP)                          | 1                  |
| République tchèque (IFPI)               | 1                  |
| Roumanie (Romanian Top 100)             | 1                  |
| Russie (Billboard)                      | 1                  |
| Royaume-Uni (UK R&B Chart)              | 1                  |
| Royaume-Uni (UK Singles Chart)          | 1                  |
| Slovaquie (Top 100)                     | 1                  |
| Suède (Sverigetopplistan)               | 2                  |
| Suisse (Schweizer Hitparade)            | 1                  |

| Classement (2012)    | Position |
| -------------------- | -------- |
| États-Unis (Hot 100) | 94       |

| Pays                     | Certification | Ventes    |
| ------------------------ | ------------- | --------- |
| Allemagne (BVMI)         | Platine       | 300 000   |
| Australie (ARIA)         | 5 × Platine   | 350 000   |
| Autriche (IFPI)          | Or            | 15 000    |
| Belgique (BEA)           | Platine       | 30 000    |
| Canada (Music Canada)    | Or            | 40 000    |
| Danemark (IFPI)          | 4 × Platine   | 120 000   |
| Espagne                  | Or            | 20 000    |
| France (SNEP)            | Platine       | 260 000   |
| Italie (FIMI)            | 2 × Platine   | 60 000    |
| Nouvelle-Zélande (RIANZ) | 2 × Platine   | 30 000    |
| Suède                    | 4 × Platine   | 160 000   |
| Suisse (IFPI)            | 2 × Platine   | 60 000    |
| Roumanie                 | 2 × Platine   | 20 000    |
| Royaume-Uni              | Platine       | 950 000   |
| États-Unis               | 3 × Platine   | 3 004 000 |

## Historique de sortie
| Pays               | Date              | Format                 | Label                          |
| ------------------ | ----------------- | ---------------------- | ------------------------------ |
| Canada             | 27 septembre 2012 | Téléchargement digital | The Island Def Jam Music Group |
| Mexique            | 27 septembre 2012 | Téléchargement digital | The Island Def Jam Music Group |
| États-Unis         | 27 septembre 2012 | Téléchargement digital | The Island Def Jam Music Group |
| Argentine          | 28 septembre 2012 | Téléchargement digital | The Island Def Jam Music Group |
| Australie          | 28 septembre 2012 | Téléchargement digital | The Island Def Jam Music Group |
| Autriche           | 28 septembre 2012 | Téléchargement digital | The Island Def Jam Music Group |
| Brésil             | 28 septembre 2012 | Téléchargement digital | The Island Def Jam Music Group |
| République tchèque | 28 septembre 2012 | Téléchargement digital | The Island Def Jam Music Group |
| Danemark           | 28 septembre 2012 | Téléchargement digital | The Island Def Jam Music Group |
| Finlande           | 28 septembre 2012 | Téléchargement digital | The Island Def Jam Music Group |
| France             | 28 septembre 2012 | Téléchargement digital | The Island Def Jam Music Group |
| Allemagne          | 28 septembre 2012 | Téléchargement digital | The Island Def Jam Music Group |
| Hongrie            | 28 septembre 2012 | Téléchargement digital | The Island Def Jam Music Group |
| Italie             | 28 septembre 2012 | Téléchargement digital | The Island Def Jam Music Group |
| Japon              | 28 septembre 2012 | Téléchargement digital | The Island Def Jam Music Group |
| Pays-Bas           | 28 septembre 2012 | Téléchargement digital | The Island Def Jam Music Group |
| Nouvelle-Zélande   | 28 septembre 2012 | Téléchargement digital | The Island Def Jam Music Group |
| Norvège            | 28 septembre 2012 | Téléchargement digital | The Island Def Jam Music Group |
| Portugal           | 28 septembre 2012 | Téléchargement digital | The Island Def Jam Music Group |
| Espagne            | 28 septembre 2012 | Téléchargement digital | The Island Def Jam Music Group |
| Suède              | 28 septembre 2012 | Téléchargement digital | The Island Def Jam Music Group |
| Suisse             | 28 septembre 2012 | Téléchargement digital | The Island Def Jam Music Group |
| Royaume-Uni        | 28 septembre 2012 | Téléchargement digital | The Island Def Jam Music Group |

## Reprise de Josef Salvat
Singles de Josef Salvat
Open Season
(2015)
Diamonds est une reprise de la chanson de Rihanna par Josef Salvat sorti en septembre 2014.

### Classements
| Classement (2014-15)                    | Meilleure position |
| --------------------------------------- | ------------------ |
| Allemagne (Media Control AG)            | 11                 |
| Belgique (Wallonie Ultratop 50 Singles) | 18                 |
| France (SNEP)                           | 2                  |
| Royaume-Uni (UK Singles Chart)          | 72                 |
| Suisse (Schweizer Hitparade)            | 59                 |